# 戴海蘭本

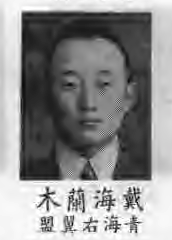
民國37年出版的《第一屆國民大會專輯》中的戴海蘭本肖像

戴海蘭本（約1924年—？年），男，青海蒙古族，青海省人，曾當選青海右翼盟選出之第一屆國民大會代表。

## 經歷[1]
- 西寧蒙藏中學初中部畢業
- 輝特南旗管旗章京
- 民國36年（1947年），選出為青海蒙古右翼盟之第一屆國民大會代表